# Ernest Walton
Pour les articles homonymes, voir Walton.
Ernest Thomas Sinton Walton (6 octobre 1903 - 25 juin 1995) est un physicien irlandais. Il est colauréat avec John Cockcroft du prix Nobel de physique de 1951 pour des travaux sur la transmutation des noyaux atomiques.

## Biographie
Fils d'un méthodiste, Ernest Walton est né le 6 octobre 1903 à Dungarvan, dans le comté méridional de Waterford, en Irlande. Après ses études dans un collège méthodiste de Belfast, il entame en 1922 un double cursus de mathématiques et physique expérimentale au Trinity College de Dublin, qu'il achève avec succès en 1926/27. Il reçoit ensuite une bourse de recherche pour travailler au laboratoire Cavendish de l'université de Cambridge, alors dirigé par Ernest Rutherford. Après sa promotion en 1931, il reste encore jusqu'en 1934 à Cambridge avant de retourner au Trinity College. Il y est nommé en 1946 professeur de physique expérimentale.
Walton se marie en 1934 avec Freda Wilson (1903-1983), elle aussi fille d'un pasteur méthodiste ; ils eurent deux fils (Alan et Philip) et deux filles (Marian et Jean). Il meurt le 25 juin 1995 à Belfast.

## Travaux
Walton travailla dès son arrivée à Cambridge sur l'accélération des atomes à l'aide d'accélérateurs linéaires et de Betatron. Avec John Cockcroft, il développa le générateur Cockcroft-Walton, avec lequel ils purent démontrer que différents éléments légers (notamment lithium et bore) pouvaient être désintégrés par l'impact de protons rapides. C'était la première fois que la fission contrôlée du noyau atomique était démontrée expérimentalement.
En 1951, Cockcroft et Walton reçoivent le prix Nobel de physique « pour leur travail d'avant-garde sur la transmutation des noyaux atomiques à l'aide de particules atomiques artificiellement accélérées ».

## Distinctions et récompenses
- Médaille Hughes, Royal Society London, 1938
- Prix Nobel de physique, 1951